# 朱萨戈
朱萨戈（義大利語：Giussago），是意大利帕维亚省的一个市镇。总面积24平方公里，人口4869人，人口密度202.9人/平方公里（2009年）。国家统计（ISTAT）代码为018072。